# Cryptochrostis hyphinoe
Cryptochrostis hyphinoe là một loài bướm đêm trong họ Noctuidae.